# Ministerio de Comercio (Argentina)
El Ministerio de Comercio de la Argentina fue el ministerio encargado de administrar el comercio interior y exterior de la nación, existente en diversos períodos de la historia argentina.

## Historia
Fue creado en julio de 1954 (segundo gobierno de Perón) con la división del Ministerio de Industria y Comercio en dos carteras separadas.
En 1956, las áreas de comercio e industria volvieron a fusionarse como Ministerio de Comercio e Industria, inicialmente a cargo de Rodolfo Martínez, hasta la presidencia de Arturo Frondizi que descendieron a categoría de Secretaría del Ministerio de Economía. En 1971, bajo el gobierno de facto de Alejandro Agustín Lanusse Comercio volvió a rango de ministerio.
En 1973, en la tercera presidencia de Juan Domingo Perón, el área de comercio retornó al rango de secretaría en el Ministerio de Economía, creándose al año siguiente una secretaría de Comercio Exterior. En marzo de 1981 el presidente de facto Roberto Eduardo Viola crea el Ministerio de Comercio e Intereses Marítimos —sumando atribuciones en materia portuaria, pesquera y de marina mercante—, y en diciembre del mismo año, bajo la presidencia de facto de Leopoldo Fortunato Galtieri, se degrada a secretaría del Ministerio de Economía y se separa del área de Intereses Marítimos.
El área de comercio interior dependió del Ministerio de Economía —salvo un breve período bajo el Ministerio de Producción entre 2002 y 2003— hasta 2015, cuando se reorganiza el Ministerio de Producción (renombrado como Ministerio de Desarrollo Productivo en 2019). Mientras que el área de comercio exterior, en 1992 fue transferida al Ministerio de Relaciones Exteriores, Comercio Internacional y Culto hasta 2011, reestableciéndose en 2019.

## Competencias
De acuerdo a la Ley 14 303, sancionada el 25 de junio de 1954 y promulgada el 28 de julio del mismo año, las competencias del Ministerio de Comercio eran «asistir al presidente de la Nación en lo relativo a organizar y fiscalizar el abastecimiento del país y las actividades comerciales y promover, orientar y realizar el comercio exterior de la Nación…»

## Titulares
| Ministro            | Partido | Partido       | Periodo                                    | Presidente             |
| ------------------- | ------- | ------------- | ------------------------------------------ | ---------------------- |
| César Augusto Bunge |         | Independiente | 23 de septiembre-13 de noviembre de 1955   | Eduardo Lonardi        |
| Juan Llamazares     |         | Independiente | 13 de noviembre de 1955-8 de junio de 1956 | Pedro Eugenio Aramburu |